# C'est la mère Michel
Pour les articles homonymes, voir Michel.
C'est la mère Michel ou Le Chat de la mère Michel est une chanson enfantine française. Cette chanson est déjà populaire dans les années 1820. L'air le plus ancien est attesté dès 1721.
Le père Lustucru, qui répond à la mère Michel, pourrait être une allusion au personnage imaginaire satirique du père Lustucru (qui tire son nom de l'expression « l'eusses-tu cru »), ou de manière plus improbable aux « Lustucru » (habitants du Boulonnais en révolte contre les taxes, révolte que Louis XIV avait rapidement matée en 1662). On la retrouve dans un des contes de la rue Broca de Pierre Gripari

## Paroles

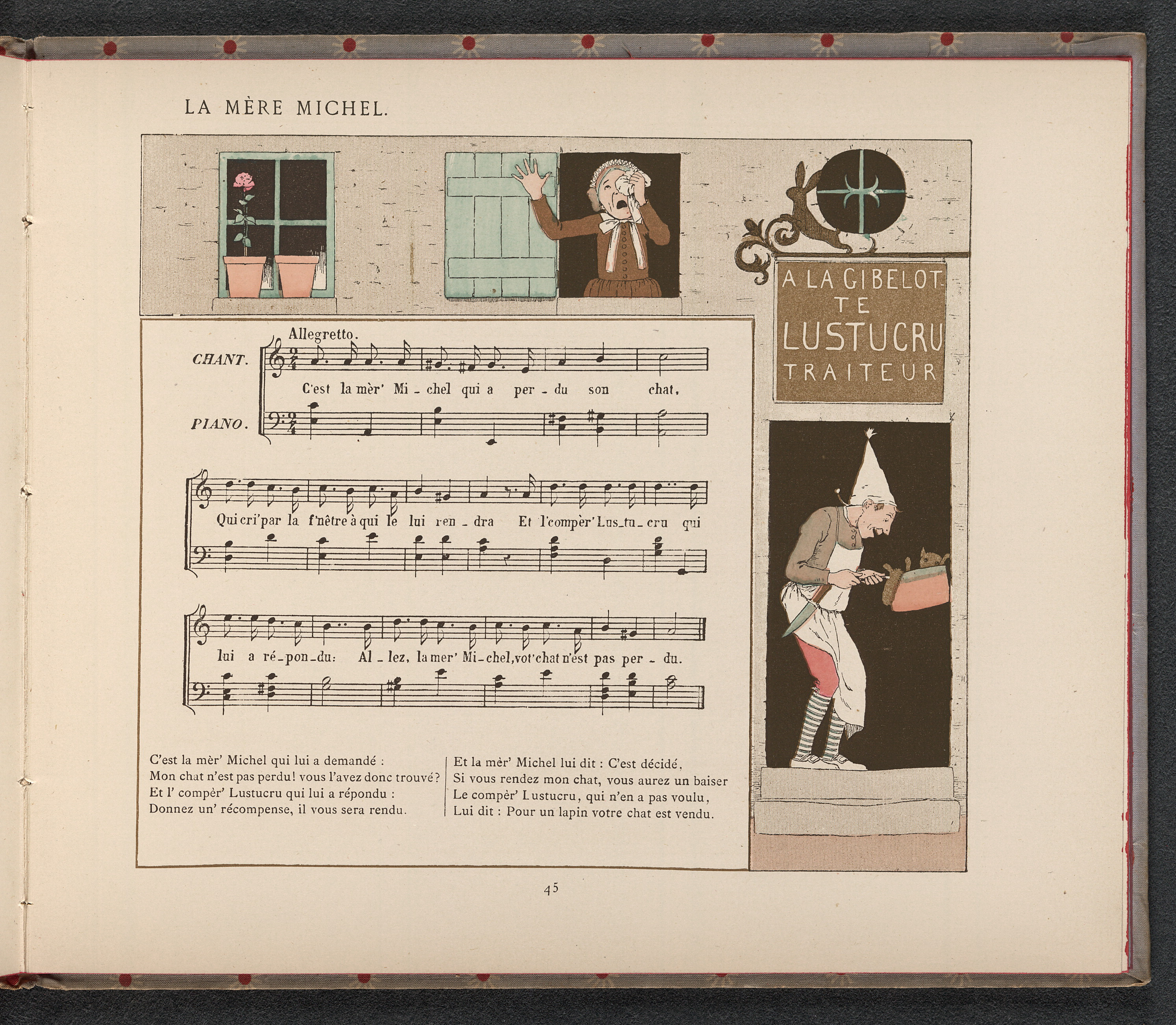
Illustration de Louis-Maurice Boutet de Monvel dans l'album Vieilles chansons et rondes pour les petits enfants

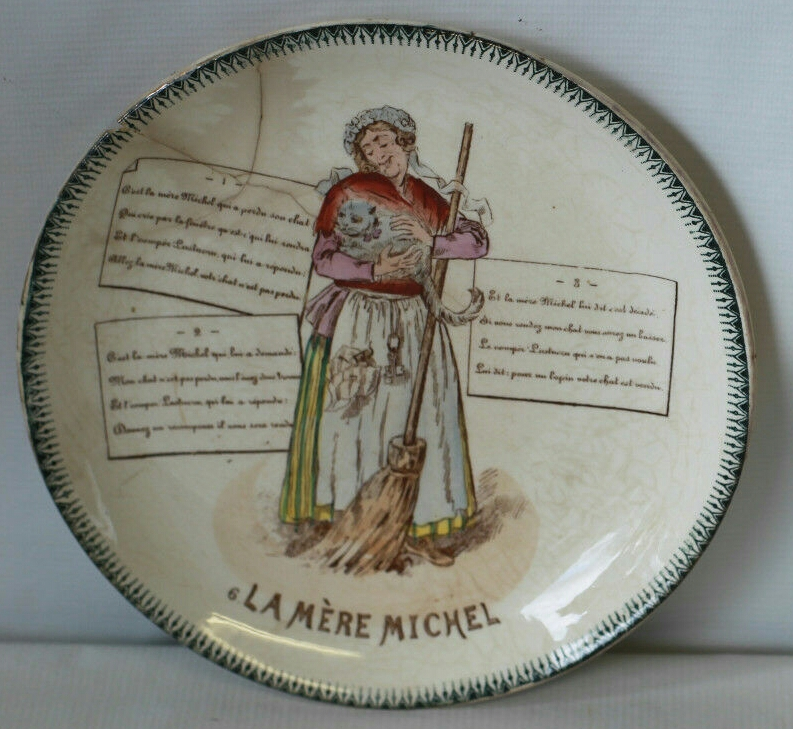
La Mère Michel, assiette en faïence de Choisy-le-Roi (fin XIXe siècle).

Les paroles changent selon les différentes versions, mais le thème reste toujours le même.
C'est la mère Michel qui a perdu son chat,

Qui crie par la fenêtre à qui le lui rendra.

C'est le père Lustucru,

Qui lui a répondu :

Allez la mère Michel vot' chat n'est pas perdu

Refrain

Sur l'air du tra la la la

Sur l'air du tra la la la

Sur l'air du tra déridéra et tra la la

C'est la mère Michel qui lui a demandé :

Mon chat n'est pas perdu, vous l'avez donc trouvé ?

C'est le père Lustucru,

Qui lui a répondu :

Donnez une récompense, il vous sera rendu.

(Refrain)

Et la mère Michel lui dit : c'est décidé,

Si vous m'rendez mon chat vous aurez un baiser !

Et le père Lustucru,

Qui n'en a pas voulu,

Dit à la mère Michel : vot' chat il est vendu.

(Refrain)

## Musique
Il existe principalement deux mélodies, avec des variantes. La plus ancienne est un timbre de la foire, un vaudeville, qui porte divers noms comme « Grand duc de Savoie, à quoi penses-tu » ou « Ah ! si vous aviez vu Monsieur de Catinat », qui servait à chanter les louanges du maréchal Nicolas de Catinat, au XVIIe siècle.
La mélodie traditionnelle associée aujourd'hui à cette chanson est la suivante :

## Au cinéma
Sauf indication contraire, les informations mentionnées dans cette section peuvent être confirmées par le générique de fin de l'œuvre audiovisuelle présentée ici, ainsi que par la base de données cinématographiques IMDb,  présente dans la section « Liens externes ».

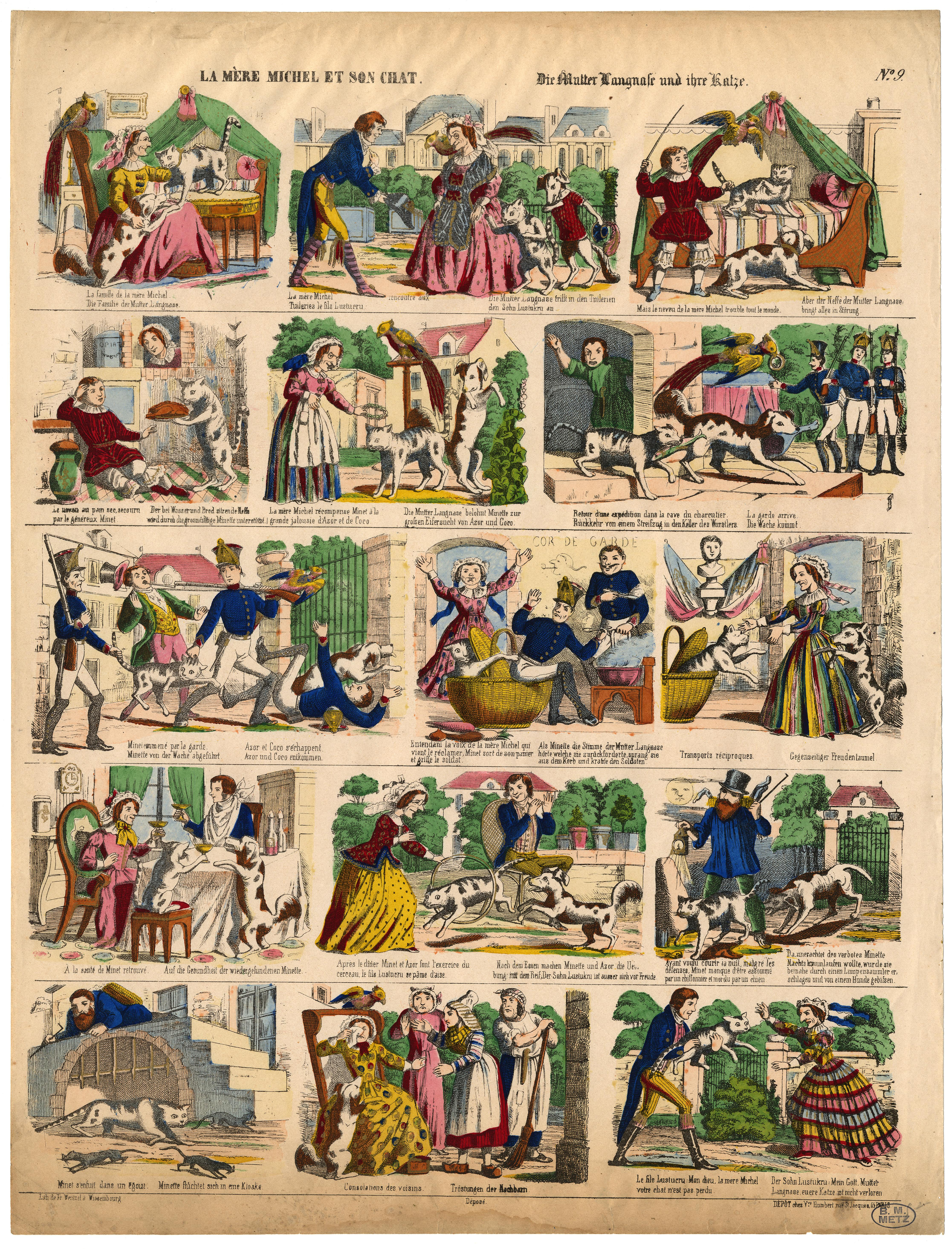
Estampe du dix-neuvième siècle sur le thème de la mère Michel et de son chat.

- Jean-Philippe (2006) - bande originale

## Marque de pâtes alimentaires
Cette chanson est à l'origine du nom de la marque de pâtes alimentaires Lustucru (d'abord Père Lustucru) fondée par l'industriel isérois Louis Cartier-Millon (1837-1914).